# Bloedvolume
Het bloedvolume geeft de hoeveelheid bloed in een lichaam weer. Zowel rode bloedcellen als bloedplasma worden meegerekend.
De hoeveelheid bloed in het menselijk lichaam is 7% van het lichaamsgewicht, en dit bestaat weer voor ongeveer de helft uit water. Gemiddeld heeft een volwassen vrouw 4,5 liter bloed en een volwassen man 5,6 liter bloed in het lichaam.. Vrouwen hebben over het algemeen minder bloed dan mannen. Het bloedvolume wordt geregeld door de nieren.
Het bloedvolume kan uitgerekend worden aan de hand van twee waarden:
- hematocriet (HC) - het volume van het bloed dat door de rode bloedcellen (erytrocyten) wordt ingenomen, weergegeven als een fractie van het totale bloedvolume.
- bloedplasmavolume (PV)

De formule voor het bloedvolume is:
{\displaystyle BV={\frac {PV}{1-HC}}}

## Bloedvolume per kilogram
Het bloedvolume kan ook per kilogram gegeven worden. Op deze manier kan het bloedvolume van dieren en mensen van verschillend gewicht vergeleken worden. Het vergelijken van de bloedvolumes per kilogram van een patiënt ten opzichte van de ideale standaardwaarde voor een mens van hetzelfde gewicht, geslacht, etniciteit en leeftijd is een goede manier om verschillende aandoeningen, zoals nierfalen, in de gaten te houden.
De formule voor het uitrekenen van bloedvolume in milliliter per kilogram bij de gezonde mens is de volgende:
{\displaystyle BV={\frac {70mL}{\surd (BMI/22m^{2})}}}
Deze vergelijking is de Lemmens-Bernstein-Brodskyvergelijking.
Het bloedvolume per kilogram van verschillende dieren is:
| Dier      | Bloedvolume (ml/kg) |
| --------- | ------------------- |
| Kat       | 55 (47-66)          |
| Koe       | 55 (52-57)          |
| Hond      | 86 (79-90)          |
| Fret      | 75                  |
| Gerbil    | 67                  |
| Geit      | 70                  |
| Cavia     | 75 (67-92)          |
| Hamster   | 78                  |
| Paard     | 76                  |
| Mens      | 77                  |
| Resusaap  | 54                  |
| Muis      | 79 (78-80)          |
| Varken    | 65                  |
| Konijn    | 56 (44-70)          |
| Rat       | 64 (50-70)          |
| Schaap    | 60                  |
| Slijmprik | 170                 |